# Абдуллін Сулейман Аюпович
Абду́ллін Сулейма́н Аю́пович (*15 серпня 1920, присілок Утягулово — †11 березня 2002, місто Уфа) — башкирський народний співак, Заслужений артист Башкирії (1986).
Сулейман Аюпович народився у присілку Утягулово Зіанчуринського району Башкирської АРСР. Співати почав ще змалечку. 1948 року його запросили до Башкирської державної філармонії, де був естрадним співаком та керівником концертної бригади протягом 26 років.
Співав найкращі пісні башкирської народної музично-поетичної класики («Буранбай», «Таштугай», «Порт-Артур»). Будучи солістом філармонії, отримав славу як виконавець башкирських протяжних пісень узун-кюй, за що став прикладом традиційних виконань узун-кюй. В його репертуарі було понад 60 народних пісень, в тому числі «Урал», «Зульхіза» («Зэлхизэ»), «Уїл» («Уйыл»), «Армія» («Эрме»), «Хир» («hыр»), «Камалек» («Кэмэлек»), «Заліфакай» («Зэлифэкэй»), «Артилиш», твори композиторів Загіра Ісмагілова, Тагір'яна Карімова та інших.